# Chromatopterum delicatum
Chromatopterum delicatum är en tvåvingeart som beskrevs av Becker 1910. Chromatopterum delicatum ingår i släktet Chromatopterum och familjen fritflugor. Inga underarter finns listade i Catalogue of Life.